# 大島友之允
大島 友之允（おおしま とものじょう、文政9年6月23日（1826年7月27日） - 明治15年（1882年）8月9日）は、日本の江戸時代後期から明治時代の対馬藩士、外交官。明治維新直後の日朝交渉に参画した。諱は初め朝信、後に宗重正より偏諱を賜って正朝と改めた。号は似水、変名は中村信造。

## 経歴
対馬藩上士で家禄120石の大島半の子として生まれる。しかし、父・半が譴責を受けて中士に格下げとなり、家計は困窮した。弘化元年（1844年）に出仕し、安政元年（1854年）に長崎に派遣され、李氏朝鮮からの漂流民について処理した。この年、上士となり、家禄120石に戻った。安政2年（1855年）から3年間、九州に派遣されて大砲鋳造に当たった。安政6年（1859年）、尊王攘夷論を唱えて蟄居させられる。文久2年（1862年）、藩主継嗣問題において、同志40人と共に江戸に赴き、佐幕派の江戸家老佐須伊織を討ち、次代藩主として宗義達（重正）を擁立した。翌文久3年（1863年）には大坂留守居役・国事周旋掛を務めた。
幕末期の対馬藩は財政難に苦しんでおり、大島は援助を求めて奔走していた。その中で文久3年（1863年）5月、老中・板倉勝静の顧問であった山田方谷と会見する。この時、中国大陸進出を唱えていた山田に「貴藩困乏斯の如し、何ぞ朝鮮違約の罪を鳴らして、之を征服する策に出でざるか」と説かれ、これに感化された大島は征韓論を唱えることとなった。そして元治元年（1864年）には、朝鮮進出の建白書を提出している。この大島の感化を受けたのが友人である桂小五郎（木戸孝允）であり、後に桂が新政府の高官となるに至って、大島の論は政局に重大な影響を与えることとなる。
慶応2年（1866年）に対馬に戻り、大監察・側用人などの要職に就く。慶応3年（1867年）10月14日、大政奉還。これより先、江戸幕府は朝鮮とイギリス・フランス間の紛争を調停するための、使節派遣を決定していた。10月25日、京都留守居の任にあった大島は、徳川慶喜から「予定どおり使節を派遣させるべき」という上申を託され、その旨を正親町三条実愛に伝えた。
慶応4年（1868年）閏4月6日、対馬藩主・宗義達は政府に上申書を提出。対馬藩と朝鮮との関係を説明した上で、日朝関係の刷新と対馬藩救済を訴えた。これに伴い大島は、外国官判事・小松清廉らと会見、外交刷新について協議するとともに、対馬藩への援助を求めた。この際の要望は却下されたが、後に大島が再度請願し、その要望の一部である太政官札の貸付が認められた。なお、この時の大島は既に征韓論者ではなく、交渉による外交関係の樹立を主張するようになっている。
明治2年（1869年）2月上旬、対馬藩職制改革により参政に転じていた大島は、朝鮮事情視察のため草梁倭館に派遣された。ここで書契問題により膠着状態に陥っていた日朝交渉に参画することとなる。大島は朝鮮側の安東晙と会見し、日本の国書を受理するよう求めたが、安東晙は頑として受理を拒否した。3月11日、大島は倭館を去って対馬に戻った。
5月13日、日朝交渉の停頓に痺れを切らした政府は、対馬藩に対し、対朝鮮交渉権の接収を示唆した。これが実行されれば、すなわち対馬藩による日朝関係の刷新は失敗に終わったことになり、それを理由に財政救済も拒否される恐れがあった。そこで大島は、今日までの交渉の経過を説明し、交渉停頓の責は対馬藩ではなく朝鮮の側にあることを強調し、かつ朝鮮の政情は外国官には想像し難い複雑なもので、対馬藩を経由しなければ条約締結の見込みはない、とする上申書を提出した。その後まもなく版籍奉還、並びに外務省の設置が行われ、対馬藩はさらに交渉権接収の危機に立たされたが、抗議の結果、今後も日朝交渉は対馬藩（8月7日に厳原藩に改称）に委ねられることとなった。
明治3年（1870年）5月、大島は同藩の通詞・浦瀬裕に対し『等対論』を内示する。これは書契問題に関し、一旦は朝鮮側の主張を認め、旧来の体式の書契で国交調整の目的を達してから、また協議すれば良いというものであった。浦瀬はこれに従って交渉を行い、朝鮮側の安東晙から好意的な感触を掴むに至る。しかし同時期、ヘルタ号事件が発生。交渉はまたも暗礁に乗り上げてしまった。
明治4年（1871年）7月14日、廃藩置県が布告され、知藩事・宗重正（義達から改名）の家役も罷免されることとなる。これに不満を抱いた大島は7月23日、外務省の広津弘信（作家広津柳浪の父）と懇談した。広津は重正を外務大丞に任じて朝鮮に派遣することを提案、大島もこれに同意した。そして、重正が外務大丞に、大島が外務省准奏任出仕に任じられ、朝鮮派遣を命じられた。しかし実際に、大島らが朝鮮に派遣されることはなかった。外務卿の相次ぐ交代により朝鮮問題は放置され、そしてようやく顧みられた時には、宗氏派遣に対する反対意見が出て、派遣は中止させられるに至ったのである。重正の代理として、旧厳原藩の相良正樹が派遣された一方、12月28日、大島は外務省の職を免じられた。
明治5年（1872年）、対馬に帰って致仕し、家督を子の邦太郎に譲った。明治9年（1876年）より九州を巡遊し、明治10年（1877年）に大阪に赴いた際に西南戦争の事を耳にし、木戸孝允の元を訪れて時事について論じた。明治15年（1882年）、長崎において病死。大正4年（1915年）、正五位を追贈された。
映画監督の大島渚は曾孫にあたる。